# Kookpunt

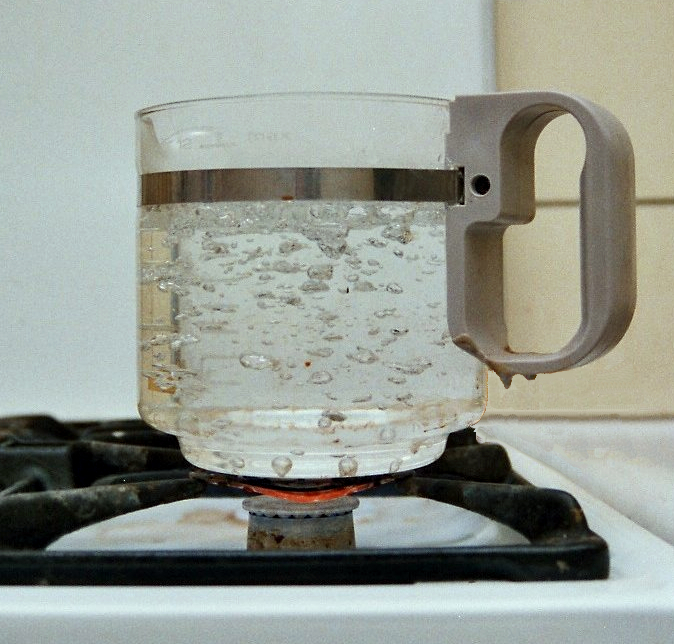
Kokend water

Het kookpunt van een zuivere stof is de temperatuur waarbij een vloeistof gasbellen gaat vormen bij een bepaalde omgevingsdruk. Het atmosferisch kookpunt is de temperatuur waarbij de dampdruk van de vloeistof gelijk is aan de atmosferische druk.
Het proces waarbij de vloeistoffase overgaat naar de gasfase noemt men verdamping. Wanneer dit gepaard gaat met de vorming van gasbellen wordt dit koken genoemd. Omdat de dichtheid van het gas lichter is dan dat van de vloeistof, zal bij koken als gevolg van de opwaartse kracht de dampbellen naar boven bewegen.

## Kookpunt en druk
In een open vat, bijvoorbeeld een pan met water, zal toevoegen van energie leiden tot temperatuurstijging van de vloeistof. Wanneer het kookpunt is bereikt neemt de temperatuur van de vloeistof niet meer toe; de maximumtemperatuur is bereikt. Voor water is deze temperatuur bij 1 atmosfeer 100°C. De plaatselijke atmosferische druk is afhankelijk van het weer en de hoogte t.o.v. de zeespiegel. Op Mount Everest, bij een omgevingsluchtdruk van ongeveer 0,31 bar, is het kookpunt van water slechts 71 °C. Daarentegen zal in een hogedrukpan bij verwarming de temperatuur van de vloeistof toenemen tot het ventiel opengaat bij een ingestelde druk. Deze ligt hoger dan de atmosferische druk. Zodra er stoom uit de snelkookpan verdwijnt, kookt in de pan de vloeistof. Bij een ingestelde druk van 1 of 2 bar overdruk is de kooktemperatuur ongeveer 120 respectievelijk 130 °C.
De vloeistofdamplijn die de dampdruk uitzet tegen de temperatuur laat zien bij welke druk welke kooktemperatuur hoort. Hieronder is de damplijn voor water logaritmisch weergegeven:
De vloeistofdamplijn loopt van het tripelpunt tot het kritisch punt. Onder het tripelpunt, wanneer de stof niet onderkoeld is, zal hij vast zijn en sublimeert hij. Boven het kritisch punt bestaat er geen overgang meer tussen vloeistof en gas en bestaat er derhalve geen kookpunt meer. In dat geval zal het toevoeren van energie leiden tot expansie van gas als de druk gelijk wordt gehouden, of tot toename van de druk als het volume gelijk blijft. Voor water ligt het tripelpunt bij 0,01 °C en het kritisch punt bij 373,946 °C.

## Zuiverheid
Alleen zuivere stoffen vertonen een kookpunt. Mengsels hebben daarentegen een kooktraject, waarbij de temperatuur tijdens het koken langzaam stijgt.

## Toepassingen
Bij destillatie wordt het kookpuntverschil van stoffen gebruikt om een scheiding tot stand te brengen.
In de keuken wordt koken gebruikt om gerechten, zoals groenten, te garen. Bij het garen vinden chemische reacties plaats waardoor het gerecht beter van smaak en zachter wordt. De gaartijd hangt af van de temperatuur; zo zal in een hogedrukpan voedsel sneller garen door de hogere temperatuur die mogelijk is door de hogere druk (en niet door de hogere druk zelf).
Ook kan door inkoken de smaak van het voedsel veranderen. Met de ontsnappende damp worden ongewenste geurstoffen meegenomen. Dit verschijnsel wordt beschreven door de leer van destillatie en stoomdestillatie. Verwijderen van ongewenste geuren door inkoken gaat het best op hoog vuur zonder deksel, omdat dan geen rectificatie tegen het deksel of de wanden plaatsvindt waardoor de geurstoffen terug zouden kunnen lopen.